# Joseph Miranda
Joseph „Joe the Old Man“ Miranda (* 1925) ist ein italoamerikanischer Mobster der US-amerikanischen Cosa Nostra und Mitglied der DeCavalcante-Familie, die mit ihrem Hauptsitz aus Elizabeth (New Jersey) agiert. Den Titel „The Old Man“ erhielt Miranda aufgrund dessen, dass er das älteste Mitglied seiner Mafia-Familie ist.

## Leben
Joseph Miranda war bereits während der 1960er und 1970er Jahre als einfacher Soldato bzw. Made Man (gemachter Mann) für Sam DeCavalcante – dem Namensgeber der Familie – als Kredithai tätig. FBI-Dokumente zeigen auf, dass DeCavalcante einmal verhinderte, dass Miranda bei einem sogenannten „Sit-down“ getötet wird, nachdem Miranda einen anderen Mafioso beraubt hatte, während er für DeCavalcante arbeitete. Jahrzehnte lang operierte Miranda von einer Bar in der 1st Ave in Elizabeth (New Jersey). 
Im Jahr 2003 wurde er zum stellvertretenden Underboss ernannt und übernahm im Jahr 2005 zugleich als amtierender Boss die Führung der Organisation. Mit dem Versuch, die Familie wieder zu stärken, führte er bis zu 12 neue Mitglieder ein. 
Ende des Jahres 2006, Anfang 2007 trat er von seinem Amt zurück und überließ Francesco Guarraci die Position des amtierenden Bosses.
Miranda selbst dient der Familie weiterhin als Underboss.